# Restauration du prépuce
La restauration du prépuce est le processus d'augmentation de la peau du pénis, par des techniques chirurgicales (on parle alors de reconstruction du prépuce) ou des méthodes non chirurgicales d'expansion, visant à remplacer le prépuce qui couvre le gland du pénis. Les hommes souffrant de phimosis peuvent utiliser des techniques similaires à la restauration non chirurgicale du prépuce pour y remédier en élargissant l'ouverture de leur prépuce.
Les raisons, souvent citées par ceux qui entreprennent une restauration du prépuce, sont l'amélioration du plaisir sexuel, le confort procuré par la protection de tissus sensibles et le retour du pénis à son aspect naturel.

## Aperçu historique
Des techniques de restauration ont été utilisées par certains juifs dès la Grèce Hellénistique ou la Rome antique. Plus tard, pendant la Seconde Guerre mondiale, certains juifs cherchèrent à utiliser ce genre d'opération pour tenter d'échapper aux nazis qui les persécutaient,.
La restauration du prépuce s'est récemment développée aux États-Unis avec l'invention de divers dispositifs et procédés d'expansion des tissus et la constitution de groupes de soutien pour ceux qui entreprennent une restauration non chirurgicale. Ces associations militent également contre la circoncision s'inscrivant ainsi dans le « mouvement pour l'intégrité génitale ». En France, ce mouvement est représenté par l'Association contre la Mutilation des Enfants et l'association "droit au corps".

## Les techniques de restauration

### La restauration non chirurgicale
Avant d'entamer une restauration, partielle ou complète, il faut garder à l'esprit trois principes :
- Prudence : ce processus n'est pas anodin et peut entrainer des lésions graves si mal appliqué. La supervision d'un médecin est recommandée.
- Une hygiène irréprochable : l'intéressé devra s'y soumettre afin de réaliser la restauration dans les meilleures conditions possibles.
- Patience : un manque de patience peut causer une frustration et amener le restaurateur à forcer (risque médical).

Traditionnellement, la restauration du prépuce est réalisée par des méthodes moins invasives, faisant appel à l'expansion des tissus. L'épithélium, lorsque soumis de façon prolongée à une tension mécanique d'intensité adaptée, produit de nouvelles cellules qui vont augmenter la quantité totale de tissus disponible,..  Il s'agit en fait d'étirer la quantité plus ou moins grande de peau et muqueuse disponible sur le tronc du pénis.
Le principe est simple : en exerçant une tension continue, trop faible pour être mauvaise, mais assez forte pour provoquer une réaction, la peau va se détendre et créer de nouvelles cellules. Ces nouvelles cellules, rang par rang, vont constituer un nouveau prépuce. Le temps d'application est variable, mais nécessairement long afin d'obtenir un résultat stable et satisfaisant (une restauration « complète  » peut prendre de six mois à plusieurs années). Généralement, la technique employée est mise en œuvre par l'intéressé lui-même, et cela quotidiennement.
L'avantage des techniques non chirurgicales est leurs coûts variables et accessibles (allant de moins d'un euro par jour dans les cas utilisant de la bande adhésive, à des systèmes mécaniques coûtant jusqu'à 150$, mais réutilisables). En fonction du moyen employé, les conditions d'applications changent : on renouvellera les systèmes adhésifs quotidiennement (ou quasi-quotidiennement), les systèmes mécaniques devront être lavés régulièrement, la gêne occasionnée est variable en fonction du moyen choisi...

### Techniques de restauration non chirurgicale

#### Technique utilisant du Ruban Adhésif
Il existe diverses méthodes et dispositifs plus ou moins adaptées pour chaque stade de la restauration et qui permettent d'obtenir une traction convenable du repli de peau disponible vers l'extrémité du pénis, employant du sparadrap hypoallergénique. L'idéal étant de prendre un bandage pour peau sensible. L'avantage de ces techniques est leur coûts très bas, elle demande cependant un peu d'agilité dans la mise en place des rubans.
- cross taping, consistant à appliquer un assemblage en croix de deux bandes de ruban adhésif recouvertes en leur intersection par un carré de ruban adhésif face adhésive contre face adhésive ; ce carré non collant est appliqué contre le sommet du gland et les 4 branches de la croix sont rabattues sur le repli de peau. Cette technique peut être utilisée dans les premiers stades de la restauration ; les branches des croix successives sont progressivement raccourcies afin de maintenir une tension suffisante.
- T-taping, variante du cross taping, où un assemblage de rubans adhésifs formant un "T" s'enroule autour du pénis. On appliquera ensuite une tension, comme pour les différents taping.
- J-Taping, autre variante.

#### Techniques n'employant pas de ruban adhésifs
- O-ring, consistant à maintenir sur le gland le repli de peau disponible à l'aide d'un ou plusieurs joints toriques. Cette technique peut être utilisée pour maintenir le prépuce restauré en place ou pour l'étirer.
- Tension manuelle, il est possible via l'étirer quotidien à certains endroits, de reconstruire sur le très long terme un prépuce.
- Il est possible, de bloquer la peau par un joint torique sur la tige reliant deux poids. La gravité étant à l'origine de la tension.

#### Systèmes mécaniques

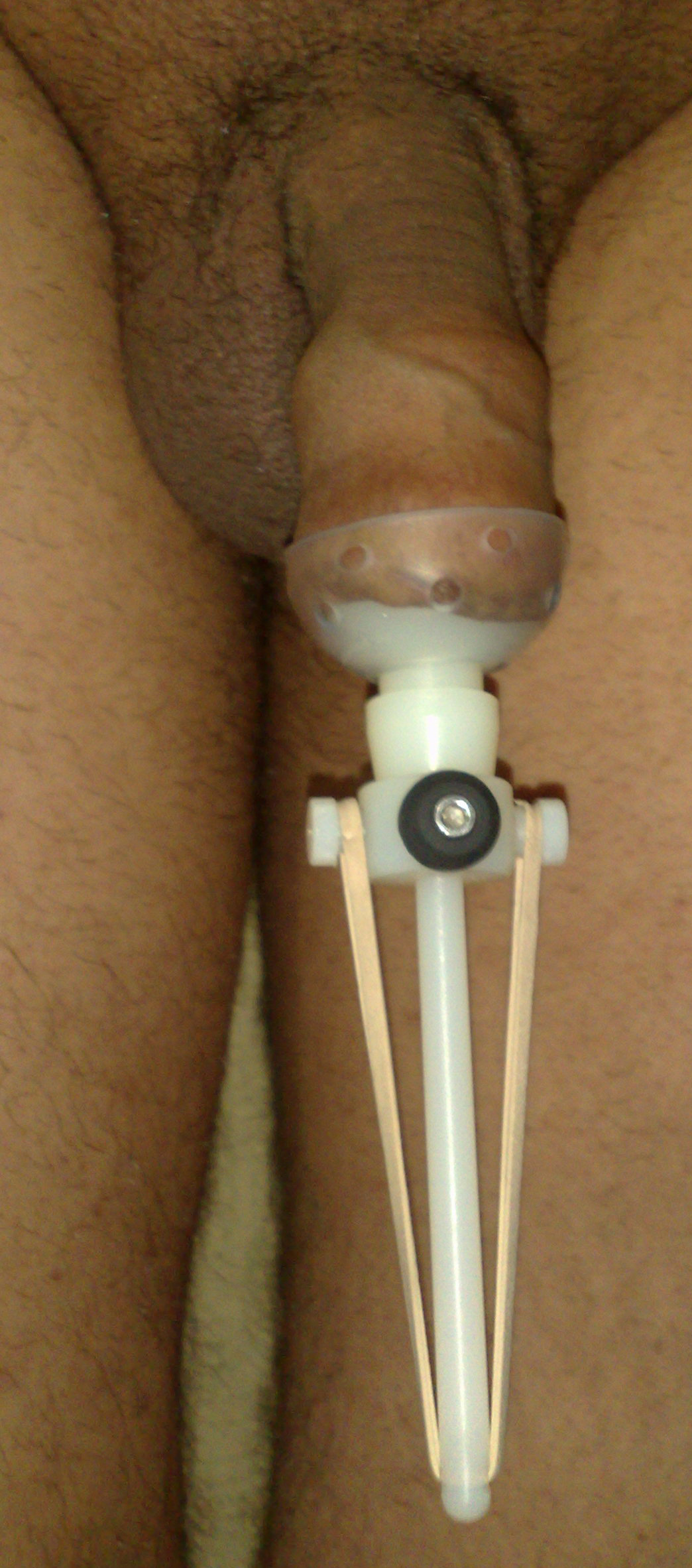
de type « dual tension ».

Il existe de très nombreux autres systèmes, plus ou moins complexes, permettant une restauration sur le long terme, avec des résultats plus ou mois rapides. Ils emploient le plus souvent un assemblage pièces en matières plastiques, silicone ou nylon, voire du métal pour les tiges, les attaches et la visserie, et quelquefois des élastiques.
Ces systèmes se décomposent en deux catégories :
- les systèmes par traction : le prépuce est coincé entre 2 pièces de l'appareil de restauration et l'ensemble est tiré dans le sens de l'allongement. Pour maintenir l'ensemble tendu, l'autre extrémité de l'appareil est attachée à une sangle ou à un poids. Le compagnon foregestalt[7] de l'Italie est basé sur ce principe.

- les systèmes « dual tension » : le prépuce est toujours coincé entre 2 pièces de l'appareil de restauration, mais l'autre bout n'est relié à rien. Par contre, un poussoir appuie sur le gland. La tension exercée sur le poussoir peut être produite par des élastiques ou plus simplement en bloquant une tige. Avec ce genre d'appareil, la peau est tendue de part et d'autre du pli du prépuce, c'est-à-dire aussi bien la partie interne, entre le pli du prépuce et le gland que la partie externe. Le système DTR d'origine américaine[8] fonctionne selon ce principe.

Certains appareils peuvent être utilisés dans les 2 modes. Ainsi, si le TLC-Tugger ne fonctionne que par traction, le TLC-X du même fabricant est un système dual tension qu'on peut transformer en TLC-Tugger en enlevant le poussoir et sa visserie.
Il existe aussi des systèmes dual tension avec lesquels la pression sur le gland est provoquée par de l'air comprimé à la place d'un poussoir et sa tige. Par exemple l'hyperrestore.

### La restauration chirurgicale
(juillet 2024).
Si vous disposez d'ouvrages ou d'articles de référence ou si vous connaissez des sites web de qualité traitant du thème abordé ici, merci de compléter l'article en donnant les références utiles à sa vérifiabilité et en les liant à la section « Notes et références ».
La restauration chirurgicale (reconstruction) du prépuce a plusieurs fois été essayée en Amérique du Nord. Elle consiste à greffer des morceaux de peaux issus des fesses, du scrotum ou d'autres parties, choisis en fonction du teint, de la quantité disponible, et de la qualité. Cependant les résultats sont mitigés, ceux qui l'ont subie ne sont pas toujours satisfaits et de nombreuses complications post-opératoires ont été constatées (rejet de la greffe essentiellement). En outre le prix en est pour beaucoup rédhibitoire.
Une autre idée est d'utiliser les techniques de médecine régénérative par fabriquer en laboratoire un prépuce à partir de cellules souches du receveur, puis de lui implanter ce prépuce. Des recherches sont effectuées dans ce sens par l'organisation italo-américaine Foregen. En 2022, après des essais sur le rat, des essais d'implantation de prépuces humains reconstitués ont commencé sur des moutons pour tester leur réinervation et la revascularisation. Ces essais ont été terminés en 2024 et des essais cliniques sur des volontaires humains pourraient commencer en 2025.

## Risques liés à la restauration
Si la restauration présente de nombreux avantages, elle présente également quelques risques. L'allongement de la peau est un processus connu depuis longtemps et généralement bien maitrisé dans les usages traditionnels, en revanche, il y a toujours lors d'étirements de longues durées un risque de lésions si la tension appliquée à la peau est trop forte. Une restauration est un travail de longue haleine, prenant plus d'un an, et quelquefois plus de cinq ans pour une restauration longue. Il est nécessaire de se montrer patient, le processus doit être considéré comme une transformation autant physique que psychologique importante, faute d'un moyen plus bref et fiable. Si des lésions légères se remettront d'elles-mêmes, il est nécessaire dès leurs apparitions de les prendre en considération, et d'aller voir un médecin au moindre doute, des lésions graves peuvent nécessiter une intervention.
Des marques rouges le long de la bande étirée sont signes d'une tension trop forte. Si la zone a pris une teinte bleutée/foncée et ne revient pas à la normale après le retrait du dispositif, aller voir un médecin devient urgent.

## Prépuce artificiel
Au lieu de restaurer un prépuce, certains préfèrent utiliser d'autres moyens pour recouvrir leur gland. Ceux dont la circoncision a laissé suffisamment de peau intacte peuvent utiliser des accessoires pour maintenir celle-ci en place autour du gland (un tel système existait chez les Grecs sous le nom de kynodesme). L'entreprise Viafin-Atlas vend une "prothèse de prépuce" qui permet de maintenir le gland dans un environnement humide. D'autre part il existe d'autres produits comme RepairBoyz et Manhood qui sont en tissus et qui protègent le gland des frottements avec les vêtements afin de restaurer partiellement la sensibilité naturelle du gland.

## Avantages et limites de la restauration du prépuce
Sur le plan psychologique, cela aidera toute personne ayant vécu cette opération comme un traumatisme, et qui souffrirait d'une angoisse de castration. Mais la plupart de temps, c'est à l'adolescence ou à l'âge adulte qu'une personne circoncise très jeune prend conscience d'être différente des "intacts" et regrette cette différence. La restauration du prépuce est alors un moyen de retrouver certaines fonctionnalités du pénis dont on a été privé contre son gré. Elle apporte la satisfaction d'avoir réparé un dommage provoqué par d'autres.
Sur le plan esthétique, si on prolonge la restauration suffisamment longtemps, on peut arriver à avoir un prépuce qui recouvre toute la longueur du gland. Au premier coup d'œil, il pourra donner l'illusion d'un vrai prépuce. Toutefois, si un faible pourcentage du prépuce originel a été conservé (cicatrice très près du gland), le prépuce restauré sera majoritairement constitué de peau ordinaire. Dans ce cas, il sera plus épais qu'un vrai. De plus, si la restauration n'a été commencée qu'à l'âge adulte, son extrémité est moins serrée que sur un vrai prépuce. Il est possible de corriger ce dernier point par des techniques compliquées, soit manuelles,[réf. nécessaire] soit chirurgicales.
Sur le plan physiologique, le prépuce restauré ne présente pas toujours les mêmes qualités que l'original : S'il est majoritairement composé de peau ordinaire, celle-ci est moins élastique et plus épaisse. De même, si le frein a été amputé, une restauration n'en permet pas la reconstruction. D'un point de vue nerveux, lors de l'opération et dans les semaines qui suivent une partie des terminaisons nerveuses meurt, et l'on estime (selon les études) à entre 5 et 30% le nombre restant de terminaisons[réf. nécessaire]. Après une circoncision, le gland perd de sa sensibilité. Cette perte est liée au phénomène de kératinisation : la peau du gland qui est à l'origine naturellement sensible et protégée par le prépuce, se retrouve après l'opération en contact direct (sous-vêtements, draps...). Elle va réagir aux frictions régulières en formant de la kératine (protéine fibreuse se trouvant dans les couches profondes de l'épiderme), exactement comme des callosités peuvent se former sur d'autres parties du corps soumises à des frottements réguliers. Il est difficile d'estimer la perte de sensibilités car elle dépend aussi de l'état psychologique de la personne, ainsi, une personne circoncise très tôt ne pourra que très difficilement évaluer la différence de sensation, n'ayant pas de points de comparaisons. Dans le cas où l'on se déciderait à entamer un processus de restauration, il faut garder en tête que les terminaisons nerveuses perdues ne repousseront pas. Mais le gland étant alors de nouveau recouvert, n'a plus besoin de former une couche protectrice et peut alors retourner en quelques semaines à un état proche de original (plus humide et plus doux). La présence de peau qui coulisse peut aussi être une source de plaisirs qu'un circoncis très jeune pourra découvrir après avoir entamé sa restauration. En fin de compte, si un circoncis peut difficilement mesurer ce qu'il a perdu, la restauration du prépuce permet de se faire une idée de ce qu'apporterait un vrai prépuce en se rapprochant de celui-ci.
Les terminaisons restantes peuvent ensuite retrouver un peu de sensibilité, et, en fonction de l'attente psychologique à l'issue du processus, on trouve des témoignages de personnes allant d'une simple satisfaction psychologique à l'impression de redécouvrir une multitude de sensations et un enrichissement sexuel profond.